# میرزا ولی‌الله خان ورقا
میرزا ولی‌الله خان ورقا (۱۸۸۴–۱۹۵۵) یک بهائی برجسته ایرانی بود که توسط شوقی افندی به عنوان ایادی امرالله منصوب شد.
وی فرزند علی‌محمد ورقا، شاعر، و پدر علی‌محمد ورقا بود.
ورقا هنگامی که عبدالبهاء در آمریکا سفر می‌کرد، به همراهان او پیوست. وی در سال ۱۹۴۰ به عنوان معتمد حقوق‌الله بهائی منصوب شد و در سال ۱۹۵۱ به عنوان ایادی امرالله منصوب شد.